# Hillsta och Se
Hillsta och Se är sedan 2015 en av SCB avgränsad och namnsatt tätort i Sandvikens kommun. Bebyggelsen i de två områdena var före 2015 en del av tätorten Kungsgårdens östra del.

## Befolkningsutveckling
| Befolkningsutvecklingen i Hillsta och Se 2015–2020                  | Befolkningsutvecklingen i Hillsta och Se 2015–2020 | Befolkningsutvecklingen i Hillsta och Se 2015–2020 | Befolkningsutvecklingen i Hillsta och Se 2015–2020 | Befolkningsutvecklingen i Hillsta och Se 2015–2020 |
| ------------------------------------------------------------------- | -------------------------------------------------- | -------------------------------------------------- | -------------------------------------------------- | -------------------------------------------------- |
|                                                                     |                                                    |                                                    |                                                    |                                                    |
| År                                                                  |                                                    |                                                    | Folkmängd                                          | Areal (ha)                                         |
| 2015                                                                | 2015                                               |                                                    | 411                                                | 146                                                |
| 2020                                                                | 2020                                               |                                                    | 283                                                | 70                                                 |
| Anm.: Ny tätort 2015, var före dess en del av tätorten Kungsgården. |                                                    |                                                    |                                                    |                                                    |